# Maître de l'espace et du temps
Maître de l'espace et du temps (titre original : Master of Space and Time) est un roman de Rudy Rucker publié en 1984.

## Adaptation cinématographique
L'adaptation du film, Master of Space and Time, écrite par le dessinateur Daniel Clowes, était censée être réalisée par Michel Gondry jusqu'à ce qu'il se désiste. Il avait précisé en juin 2008 que sa réalisation avait été repoussée pour des problèmes budgétaires.